# Distretto di Vič
Il distretto di Vič (in sloveno Četrtna skupnost Vič, pronuncia [ˈʋiːtʃ]) o semplicemente Vič è uno dei 17 distretti (mestna četrt) della città di Lubiana.